# 居伊-让-巴蒂斯特·塔尔热

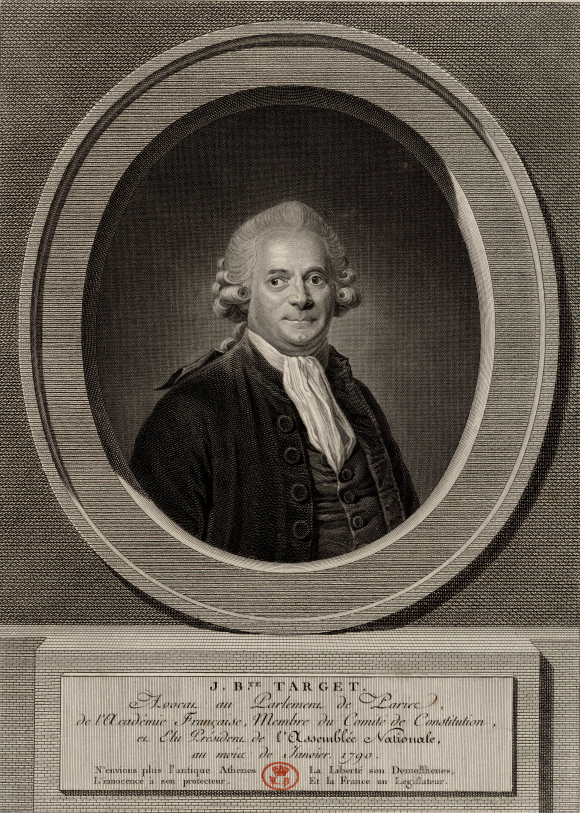
居伊-让-巴蒂斯特·塔尔热

居伊-让-巴蒂斯特·塔尔热（法語：Guy-Jean-Baptiste Target，法語發音：[ɡi ʒɑ̃ batist taʁʒɛ]；1733年12月6日—1806年9月9日），法国律师、政治人物。曾任法兰西学术院院士，并参加民法编纂工作。